# Вінпоцетин
Вінпоцетин (МНН: Vinpocetine) — інгібітор фосфодіестерази типу 1, покращує мікроциркуляцію крові в головному мозку. Ця сполука належить до класу органічних сполук, відомих як алкалоїди ебурнанового типу.
Клінічно вважається препаратом психостимулятором та ноотропом.
За ATX класифікацією належить до групи N06B X Різні психостимулювальні та ноотропні засоби

## Медичне використання
Вінпоцетин використовується в багатьох азійських і європейських країнах для лікування цереброваскулярних розладів, таких як інсульт і деменція, вже понад три десятиліття. Вінпоцетин не схвалений для будь-якого терапевтичного використання в Сполучених Штатах.
FDA попередньо постановило, що вінпоцетин, через його синтетичну природу та запропоноване терапевтичне використання, не має права продаватися як дієтична добавка згідно з Федеральним законом про харчові продукти, ліки та косметику. Попри це, вінпоцетин залишається широко доступним у складі дієтичних добавок, які часто продаються як ноотропи.
Вінпоцетин легально продається в Канаді, Україні. Вінпоцетин не повністю підтверджує переваги: ні при деменції, ні при інсульті. Станом на 2003 рік три контрольовані клінічні випробування перевіряли «людей похилого віку з проблемами пам'яті».
Вінпоцетин має ліцензію Міністерства охорони здоров'я Канади на продаж, як добавку, для таких рекомендованих цілей: «для покращення когнітивних функцій у тих, хто має когнітивне зниження, пов'язане з віком» і «для покращення пам'яті та когнітивних здібностей»" (у доповнення до інших цілей/застосувань у поєднанні з іншими хімікатами та/або травами).

## Протипоказання
Вагітність, період годування грудьми. Гіперчутливість до активної речовини або до будь-якої з допоміжних речовин.
Діти: застосування лікарського засобу дітям протипоказано (через відсутність клінічних даних).

## Побічні ефекти
Використання під час вагітності може завдати шкоди дитині або призвести до викидня.
Побічні ефекти вінпоцетину включають почервоніння, нудоту, запаморочення, сухість у роті, тимчасову гіпо- та гіпертензію, головні болі, печію та зниження артеріального тиску. У 2019 році FDA виступило із заявою, в якій попереджало, що «вінпоцетин може спричинити викидень або зашкодити розвитку плода».

## Синоніми
CERACTIN, ETHYL APOVINCAMIN-22-OATE, Vinpocetina, Vinpocetine

### Дженерики
Барвітон, Віцеброл, Кавінтон, Нейроовін